# John Hodgman

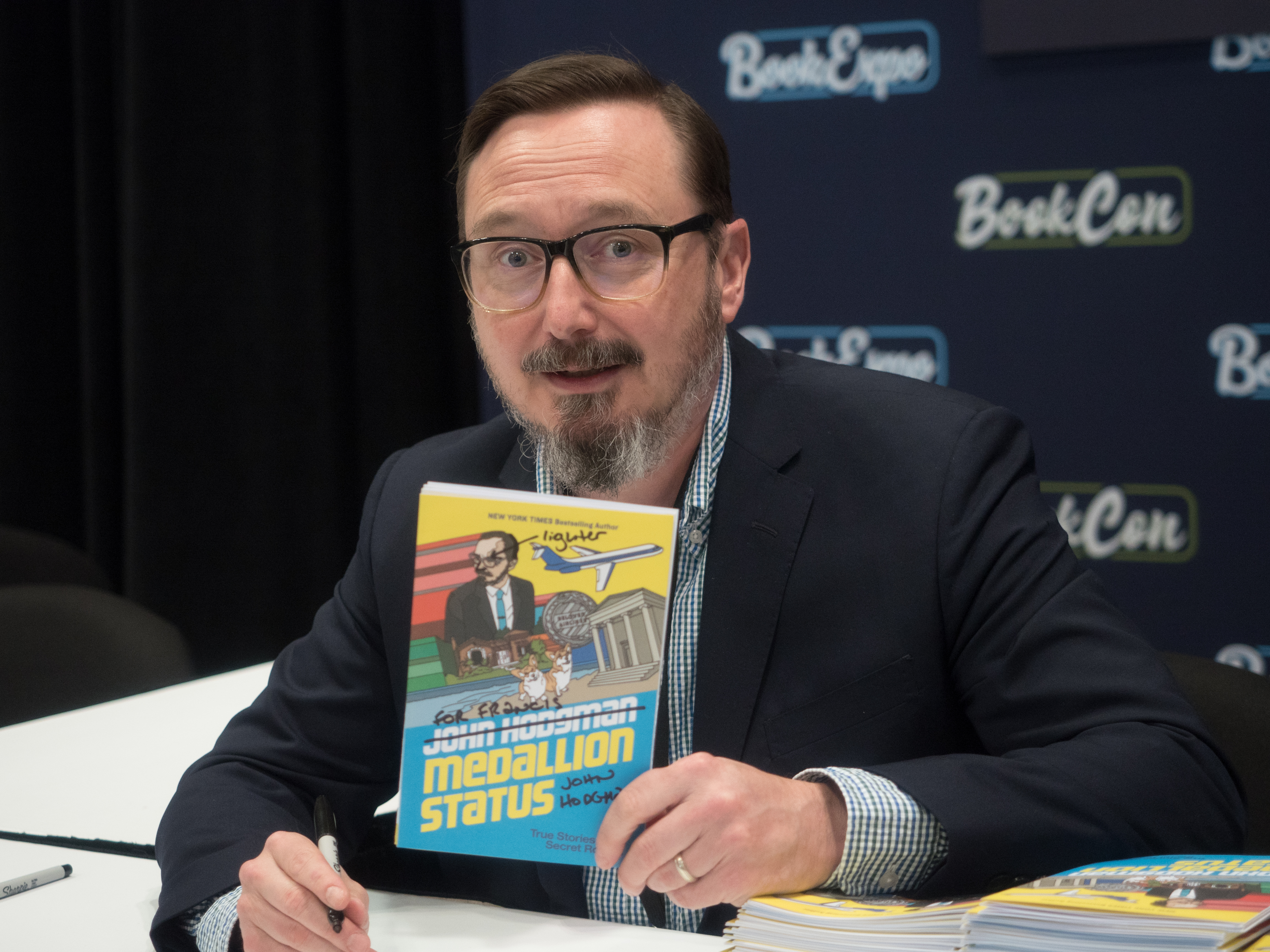
John Hodgman (2019)

John Kellogg Hodgman (* 3. Juni 1971 in Brookline, Massachusetts) ist ein US-amerikanischer Autor und Humorist, dessen Arbeit in der The Paris Review, dem New York Times Magazine und dem McSweeney's Quarterly Concern veröffentlicht worden ist. Er trat auch in This American Life (Public Radio International), Wiretap (Canadian Broadcasting Corporation) und in The Daily Show (Comedy Central) auf. Er erlangte (wenn auch nicht namentlich) größeren Bekanntheitsgrad durch seinen Part als „PC“ in den „Get a Mac“ Werbespots der Firma Apple.
Hodgmans erstes Buch, The Areas of My Expertise, wurde 2005 veröffentlicht. Zusätzlich zu seiner literarischen Arbeit ist er Stifter und Leiter von The Little Gray Book Lectures in Williamsburg (Brooklyn).

## Biografie
Hodgman ist in Brookline (Massachusetts) geboren und aufgewachsen und besuchte die dortige High School. Er studierte an der Yale University. Hodgman nahm Klarinettenunterricht an der All Newton Music School in West Newton (Massachusetts). Bevor er als Schriftsteller bekannt wurde, arbeitete Hodgman als literarischer Agent beim Writers House in New York, wo er unter anderem Darin Strauss, David Grand, Deborah Digges und den Schauspieler Bruce Campbell vertrat. Hodgman hat diese Erfahrungen als Agent in seiner Kolumne Ask a Former Professional Literary Agent bei McSweeney's Internet Tendency verarbeitet. Hodgman lebt in New York.

## Werk
Hodgman trat am 16. November 2005 in der Comedy-Sendung The Daily Show auf, um für sein Buch The Areas of My Expertise zu werben. Der Moderator Jon Stewart beschrieb das Buch als „sehr lustig“ und sagte, dass besonders der Abschnitt über Hobo-Namen mit einer „gewissen Genialität“ geschrieben wurde. Am 16. Januar 2006 trat Hodgman wieder in The Daily Show auf, diesmal in einem Interview mit Stewart als „Experte“ für iranische Nuklearambitionen. Am 31. Januar 2006 trat er zum dritten Mal in der Show als Experte auf, um das Ausscheiden Alan Greenspans zu diskutieren. Er erschien erneut am 8. März 2006 in einem Bericht über die indisch-pakistanischen Beziehungen. Am 20. März 2006 trat er als Experte für die potenziellen Wirkungen der globalen Erwärmung auf. Am 25. April 2006 war er Juror für den Essaywettbewerb der US Army. Am 19. Juli 2006 trat Hodgman als Experte für Netzneutralität in einer Sendung auf, die scherzhafte Anspielungen auf seine Auftritte in der Apple-Werbekampagne machte (siehe unten).
Im Februar 2006 trat Hodgman bei Attack of the Show, einer auf Technik spezialisierten Sendung, die täglich auf G4 läuft, auf, um dem Moderator Einsicht in sein Buch The Areas of My Expertise zu gewähren und dafür zu werben. Bei diesem Auftritt erzählte Hodgman die traurige Geschichte des Hummers (über den er sagte, er sei eigentlich eine kleine, pelzige, ausgestorbene Art, die von den Kreaturen getötet und ersetzt wurde, die wir heute als Hummer kennen) und brachte Jonathan Coulton mit, ein enger Mitarbeiter und musikalischer Leiter der Little Gray Book lectures. Coulton trug ein Lied namens “Furry Ol’ Lobster” („Pelziger Alter Hummer“) vor.
Am 24. August 2006 trat Hodgman in The Daily Show auf, um den Zuschauern die neu entdeckten Planeten zu erklären. Er gab ihnen dazu den Merksatz „My Very Eager Mother Just Served Us Nine Pizza Cars 2003 UB313 (Xena) AKA (Also Known As) Lesbian.“ Seinen Auftritt in The Daily Show am 21. Oktober 2008 nutzte Hodgman um sein zweites Buch More Information Than You Require zu promoten. Im Laufe der Show gelangen ihm mehrere Seitenhiebe gegen die sonst übliche Verfahrensweise von Autoren und Jon Stewarts selber.
Hodgman trat in der „Get a Mac“-Werbekampagne von Apple auf, die im Mai 2006 begann. In den Spots spielt er einen personifizierten PC an der Seite seines Mac-Gegenspielers, gespielt von Justin Long. In der seit 2013 veröffentlichten Satire-Webserie Codefellas spricht Hodgman den alternden Special Agent Henry Topple der NSA im Dialog mit der Nachwuchs-Hackerin Nicole Winters (Emily Heller). Hodgman ist außerdem namensgebender Gastgeber des Podcasts Judge John Hodgman und Autor der gleichnamigen Kolumne im New York Times Magazine, in denen er als „Richter“ über alltägliche Dispute urteilt.
Die von Hodgman gemeinsam mit seinem Freund David Rees erstellte Serie Dicktown wurde 2020 als Teil der Anthologie Cake und 2022 als eigenständige Serie auf dem Sender FXX und Hulu ausgestrahlt.

### Filme
Hodgman hatte in mehreren Filmen Neben- oder Sprechrollen:
- 2008: Baby Mama
- 2009: Coraline
- 2009: Lügen macht erfinderisch
- 2011: Arthur
- 2013: Movie 43
- 2014: Mozart in the Jungle (Fernsehserie, 3 Folgen)
- 2014: Learning to Drive – Fahrstunden fürs Leben
- 2015: Pitch Perfect 2

### Serien (Auswahl)
- 2016: Blindspot als Chief Inspector Jonas Fischer
- 2019: DuckTales (2017) als Klaas Klever
- 2019: The Tick als Dr. Hobbes
- 2020 – heute: Dicktown (Sprecher und Autor)

### Bibliographie
- John Hodgman: The Areas of My Expertise: An Almanac of Complete World Knowledge Compiled with Instructive Annotation and Arranged in Useful Order. E. P. Dutton, New York City 2005, ISBN 0-525-94908-9.
- John Hodgman: More Information Than You Require. E. P. Dutton, New York City 2008, ISBN 978-0-525-95034-9.
- John Hodgman: That Is All. E. P. Dutton, New York City 2011, ISBN 978-0-525-95244-2.
- John Hodgman: Vacationland: True Stories from Painful Beaches. Viking Press, New York City 2017, ISBN 0-7352-2480-3.
- John Hodgman: Medallion Status: True Stories from Secret Rooms. Viking Press, New York City 2019, ISBN 0-525-56110-2.